# Lagoa de São Francisco
Lagoa de São Francisco är en kommun i Brasilien.   Den ligger i delstaten Piauí, i den östra delen av landet, 1 400 km nordost om huvudstaden Brasília. Antalet invånare är 6 422.
Omgivningarna runt Lagoa de São Francisco är huvudsakligen savann. Runt Lagoa de São Francisco är det ganska glesbefolkat, med 23 invånare per kvadratkilometer.